# Contele de Monte-Cristo (film din 1975)
Contele de Monte-Cristo (în engleză The Count of Monte Cristo) este un film de televiziune din 1975 produs de ITC Entertainment și inspirat din romanul Contele de Monte-Cristo (1844) al lui Alexandre Dumas tatăl. A fost regizat de David Greene și i-a avut în rolurile principale pe Richard Chamberlain (Edmond Dantès), Kate Nelligan (Mercedes), Tony Curtis (Fernand Mondego), Louis Jourdan (care l-a interpretat pe Edmond Dantès în adaptarea cinematografică a romanului din 1961; De Villefort), Donald Pleasence (Danglars), Trevor Howard (abatele Faria) și Isabelle de Valvert (Haydee). ITC a produs anterior un serial TV în 39 de părți bazat pe același material sursă, în 1956. Mai târziu a fost refăcut în limba telugu sub numele de Veta. A fost lansat ca film de cinema în Europa, dar a avut premiera ca film de televiziune NBC în Marea Britanie.

## Rezumat
Filmul pune accent pe tema răzbunării și manipulării personajelor de către Dantès până la lupta finală cu sabia cu Mondego. Scena din sala de judecată în care Dantès îl învinge pe procurorul regal De Villefort este un punct culminant al filmului, la fel ca scena dintre Dantès și Mercedes când îi dezvăluie trădarea lui Mondego (ceea ce se întâmplă aproape exact ca în roman). Cu toate acestea, personaje importante sunt omise și mai multe scene diferă față de cele din roman. Soția lui Villefort, de exemplu, nu apare niciodată și nu se menționează că ea ar fi otrăvit pe cineva. În roman, Mondego și nu Danglars se sinucide, iar Dantès și Mondego nu se angajează într-o luptă cu sabia. La fel ca în roman, Dantès o pierde pe Mercedes din cauza amărăciunii sale răzbunătoare. Haydee are doar un rol minor în film și nu există niciun indiciu că ea și Monte Cristo vor deveni iubiți ca în carte.

## Distribuție
- Richard Chamberlain — Edmond Dantès
- Donald Pleasence — Danglars
- Louis Jourdan — Gérard de Villefort
- Tony Curtis — Fernand Mondego
- Kate Nelligan — Mercédès
- Trevor Howard — abatele Faria
- Dominic Guard — Albert Mondego
- Taryn Power — Valentine de Villefort
- Dominic Barto — Bertuccio
- Alessio Orano — Caderousse
- Angelo Infanti — Jacopo
- Isabelle De Valvert — Haydee
- Anthony Dawson — Noirtier De Villefort
- Harold Bromley — dl Morrell
- George Willing — Andre Morrell
- Carlo Puri — Andrea Benedetto
- Ralph Michael — dl Dantès
- Harry Baird — Ali

### Personaje omise
Următorii participanți la sub-intrigile majore ale romanului lui Dumas nu sunt portretizați în film:
- Luigi Vampa
- Maximilian Morrel
- Hermine Danglars
- Eugenie Danglars
- Lucien Debray
- Beauchamp
- Heloise Villefort
- Edouard Villefort
- marchizul de Saint-Méran
- marchiza de Saint-Méran

## Productie
Filmările au avut loc la Roma începând cu august 1974. Au mai avut loc filmări în zona orașului Marsilia.